# Буревісник галапагоський
Буревісник галапагоський (Puffinus subalaris) — морський птах з родини буревісникових (Procellariidae).

## Поширення
Гніздовий ендемік Галапагоських островів. Поза сезоном розмноження мешкає у відкритому морі навколо островів та у Тихому океані на північ аж до Мексики.

## Опис
Тіло завдовжки 29-31 см, розмах крил близько 63 см і вагу 123-225 г. Галапагоський буревісник має темно-коричневий верх, пір'я під хвостом і крилами, решта оперення на нижній частині біле. Іноді має темний комір.